# Atair (navire)
Pour les articles homonymes, voir Altair.
L'Atair est un bâtiment hydrographique et océanographique de l'Agence fédérale maritime et hydrographique allemande basée à Hambourg.
À la fin de 2016, le ministère fédéral des Transports et de l'Infrastructure numérique a commandé un remplacement pour l'Atair, aujourd'hui âgé de 30 ans. Environ 114 millions d’euros seront investis dans le nouveau bâtiment du même nom  Atair II. La mise en service est prévue pour 2020.

## Historique
Le navire a été construit au chantier naval Kröger de Schacht-Audorf. La pose de la quille a eu lieu le 2 septembre 1986, le lancement le 24 avril 1987. Sa marraine était Herta Dollinger, l'épouse du ministre fédéral des Transports de l'époque, Werner Dollinger. L'achèvement du navire a eu lieu en juillet 1987 et la mise en service le 3 août de l'année. Il porte le nom d'Altaïr, l'étoile la plus brillante de la constellation de l'Aigle.

## Données techniques
Le navire est propulsé par un moteur électrique Siemens d’une puissance de 600 kW qui agit sur une hélice à pas fixe. Le navire atteint une vitesse de 11 nœuds. Deux générateurs diesel de 463 kW chacun sont disponibles pour l'alimentation du moteur de traction et du système électrique ainsi que deux groupes électrogène. Les moteurs fonctionnent maintenant avec du carburant synthétique GtL. Il ne contient pas de soufre, ce qui produit de meilleures émissions d'échappement que les carburants diesel classiques. Le navire est équipé d'un  propulseur d'étrave d' une puissance de 400 kW. La coque du navire est renforcée par la glace. Le navire est classé dans la classe de glace "E". Il est équipé de différentes grues et treuils.

## Missions
Le navire est principalement utilisé pour les travaux d'arpentage et de fouille, ainsi que pour les travaux d'entretien dans la zone économique exclusive allemande de la mer du Nord et de la mer Baltique. À cet effet, le navire dispose d’équipements appropriés tels que des sondeurs d'écho verticaux et des systèmes de sonar.
Le navire est également équipé de deux bateaux topographiques peu profonds de 7,4 m de long, qui sont également entièrement équipés d' échosondeurs et d'un équipement d'acquisition de données permettant de naviguer de manière autonome dans des eaux peu profondes. En outre, un équipement de plongée complet est à bord, de sorte que les opérations de plongée sont possibles à la fois depuis le navire et depuis un bateau d'observation. L'Atair est équipé d'un ROV.
À bord du navire se trouvent plusieurs laboratoires et salles scientifiques. Des emplacements pour des conteneurs de laboratoire supplémentaires sont disponibles. Par exemple, deux conteneurs de 20 pieds peuvent être chargés l'un sur l'autre et un conteneur de 10 pieds. Si les bateaux pneumatiques sont laissés à l'extérieur, deux conteneurs supplémentaires de 10 pieds peuvent être chargés. À bord, il y a de la place pour 16 membres d'équipage et 7 scientifiques.
La zone d'application principale est la côte allemande de la mer du Nord avec ses estuaires, la zone des douze milles et la zone économique exclusive allemande de la mer du Nord. L'Atair a parcouru environ 150.000 milles marins au cours de ses 15 premières années de service jusqu'en août 2002.

### Note et référence
- (de) Cet article est partiellement ou en totalité issu de l’article de Wikipédia en allemand intitulé « Atair (Schiff, 1987) » (voir la liste des auteurs).